# Ticketmaster
Ticketmaster Entertainment, Inc. è una società americana di vendita e distribuzione di biglietti per eventi con sede a Beverly Hills, in California, operativa in molti paesi del mondo. Nel 2010 si è fusa con Live Nation in Live Nation Entertainment (NYSE: LYV).
La compagnia offre la vendita dei biglietti digitalmente o nei suoi due principali centri di distribuzione situati a Charleston, nella Virginia Occidentale, e Pharr, in Texas, sia per i mercati primari che secondari. I clienti di Ticketmaster includono incontri sportivi, artisti e promotori. I clienti controllano i loro eventi stabilendo i prezzi dei biglietti e Ticketmaster ne gestisce la distribuzione.

## Storia
Ticketmaster fu fondata a Phoenix, in Arizona, nel 1976 da Peter Gadwa, un programmatore informatico, Albert Leffler, uno specialista del botteghino, nonché da Gordon Gunn III, Thomas Hart Jr., Dan Reeter e Jerry Nelson. La società inizialmente concedeva in licenza programmi per computer e vendeva hardware per sistemi di biglietteria, per poi passare alla biglietteria computerizzata nel 1982. Il suo primo biglietto fu per un evento dell'Electric Light Orchestra, tenutosi presso l'Università del New Mexico. Nel 1985 la compagnia si trasferì a Los Angeles. All'epoca operava negli Stati Uniti, in Canada e in Europa.
Nel maggio 1994, la band grunge Pearl Jam presentò un reclamo al Dipartimento di Giustizia degli Stati Uniti affermando che Ticketmaster aveva rimosso il gruppo dalle prenotazioni dei locali a causa di una disputa sulle commissioni. L'inchiesta fu chiusa senza conseguenze nel 1995, sebbene il Dipartimento di Giustizia dichiarò che avrebbe continuato a monitorare gli sviluppi nel settore dei biglietti. Chuck Philips, un giornalista che ha trattato il problema, ha dichiarato, stando a fonti vicine al caso, che l'inchiesta è stata chiusa a causa di una carenza di risorse, quindi delle scarse prospettive dovute alla difficoltà del caso.

### Il periodo in InterActiveCorp
Nel 1998, USA Networks Inc., in seguito denominata InterActiveCorp (IAC), acquisì una quota di maggioranza di Ticketmaster. Nello stesso anno, la società si fuse con CitySearch e venne ribattezzata Ticketmaster Online-CitySearch. Nel maggio 2000, Ticketmaster Online-CitySearch acquisì TicketWeb Inc., un venditore di biglietti online e via telefono. Nel 2003, IAC ha riacquistato le rimanenti azioni Ticketmaster che aveva precedentemente ceduto.
Nel settembre 2006, il presidente di Ticketmaster Sean Moriarty dichiarò a NPR che Ticketmaster aveva fatto pressioni su diversi stati per emanare leggi che limitassero il mercato della rivendita dei biglietti alle società autorizzate. Gli economisti temevano che queste leggi avrebbero danneggiato la concorrenza, ma Moriarty espresse la necessità di ridurre gli incettatori corrotti e i biglietti contraffatti.
Nel gennaio 2008, Ticketmaster acquisì Paciolan Inc., uno sviluppatore di applicazioni e hosting per sistemi di ticketing, al termine di un contenzioso sulla possibile violazione delle leggi antitrust. Sempre a gennaio, Ticketmaster acquisì un marketplace secondario dei biglietti con sede nel Regno Unito, Getmein.com.
Nell'estate del 2008, IAC scorporò Ticketmaster, rendendola una compagnia indipendente. Nello stesso anno, Ticketmaster acquisì Front Line Management, una società di management per artisti che ha avuto nella clientela gli Aerosmith, Christina Aguilera e Jimmy Buffett. Il CEO di Front Line Irving Azoff è diventato CEO della nuova società, che è stata ribattezzata Ticketmaster Entertainment.

### Fusione con Live Nation
Nel febbraio 2009, Ticketmaster stipulò un accordo di fusione con il promotore di eventi Live Nation per formare Live Nation Entertainment. L'accordo venne approvato dal Dipartimento di Giustizia degli Stati Uniti nel gennaio 2010 a condizione che la società vendesse Paciolan a Comcast Spectacor o un'altra società e concedesse in licenza il suo software ad Anschutz Entertainment Group (AEG), il suo principale concorrente. La nuova società sarebbe stata inoltre soggetta a disposizioni per 10 anni che le impedivano di rivalersi contro i venditori che avrebbero collaborato con le biglietterie concorrenti. Il CEO di Live Nation, Michael Rapino, fu nominato CEO della nuova società.
Un anno dopo la fusione, Live Nation ha risolto una precedente azione legale contro Ticketmaster, che sosteneva che la società avrebbe ingannato i querelanti nelle sue descrizioni delle spese di consegna e di elaborazione. Nel 2018, il Dipartimento di Giustizia degli Stati Uniti ha iniziato a riesaminare i reclami di AEG secondo cui la società si era impegnata in pratiche anticoncorrenziali. Ad aprile 2018, il Dipartimento di Giustizia non aveva rilasciato commenti sulla sua indagine.

### Crescita e acquisizioni
Nel 2015 Ticketmaster ha acquisito Front Gate, un servizio di biglietteria per festival musicali che ha fornito eventi tra cui Lollapalooza e Austin City Limits. Lo stesso anno, la società ha acquisito Universe, una piattaforma per biglietterie fai-da-te. Nel 2017, TicketWeb, la piattaforma di biglietteria selfservice di Ticketmaster, ha acquisito Strobe Labs, una piattaforma di marketing che consentiva agli utenti di commercializzare ai fan attraverso i social media. Nel 2018, Ticketmaster ha acquisito UPGRADED Archiviato il 16 ottobre 2019 in Internet Archive., una società che converte i biglietti tradizionali in asset digitali interattivi sicuri protetti da blockchain, fornendo ai creatori di eventi un maggiore controllo e visibilità sulla distribuzione dei biglietti e proteggendo i fan da biglietti fraudolenti.

## Prodotti e servizi
Ticketmaster vende biglietti che i suoi clienti le mette a disposizione. Nel 2009, Ticketmaster rilasciò un sistema di biglietteria digitale che richiedeva ai clienti di dimostrare la propria identità prima dell'acquisto. La società riteneva che ciò avrebbe aiutato a eludere broker e scalper.
Nel 2016, Ticketmaster ha rilasciato una dichiarazione a favore del Better Online Ticket Sales Act (BOTS Act), che ha vietato negli Stati Uniti l'uso di bot di biglietti per acquistare grandi quantità di biglietti online e rivenderli a prezzi gonfiati. L'anno seguente, la compagnia ha intentato una causa contro il broker di biglietti Prestige Entertainment dopo che la compagnia ha fatto uso di bot per acquistare più di 30.000 biglietti per il musical a Broadway "Hamilton".

### Prezzi
Il valore nominale dei biglietti Ticketmaster è determinato dall'artista o dal cliente. Oltre al prezzo nominale, i venditori e Ticketmaster aggiungono commissioni per ripagare i loro servizi.
In genere, le commissioni aggiunte al valore nominale di un biglietto includono:
- Commissione di servizio - Commissione di Ticketmaster per il suo servizio.
- Costo della struttura - Costo aggiunto dalla sede.
- Spese di spedizione, di convenienza e di elaborazione - Spese aggiunte in base al metodo di consegna del biglietto e alle commissioni della carta di credito.

Gli importi delle commissioni variano in base agli eventi e dipendono dalla sede, dai metodi di consegna disponibili e dalle preferenze dell'artista. Alcuni economisti e gruppi di attivisti hanno affermato che i prezzi elevati dei biglietti sono dovuti alla mancanza di concorrenza nel settore della musica.
Nel 2003 fu intentata una causa legale contro Ticketmaster, sospettata di non aver informato correttamente UPS sul meccanismo delle spese di elaborazione degli ordini, aggiunte ai biglietti venduti online. Il caso è stato risolto nel 2015 e Ticketmaster ha emesso buoni e codici sconto per i fan che hanno acquistato biglietti online tra il 1999 e il 2013. In un caso collegato, Ticketmaster ha intentato causa contro il suo assicuratore di responsabilità civile, Illinois Union Insurance Company, una consociata di ACE Limited (NYSE: ACE), nel 2010 per non averla assistita alla difesa nella causa del 2003.
Nel 2013, la jam band The String Cheese Incident ha offerto ai fan soldi per acquistare 400 biglietti per uno dei suoi spettacoli al fine di rivenderli sul proprio sito con meno tasse. La band ha lamentato le tasse sui biglietti di Ticketmaster, mentre Ticketmaster ha sostenuto che la band stava prendendo entrate da locali e promotori.
Nel giugno 2019, Ticketmaster è stata multata per 3,4 milioni di dollari dall'Ufficio Competizioni canadese a causa dell'eccessivo prezzo dei biglietti da app online e mobili di Ticketmaster Canada, che superavano i costi pubblicizzati di oltre il 20% a causa di commissioni aggiuntive. Oltre alla multa, Ticketmaster ha firmato un accordo di consenso per garantire che le sue politiche pubblicitarie avrebbero rispettato la legge canadese.

### Mercato di rivendita
Nel gennaio 2008, Ticketmaster ha acquisito TicketsNow, un rivenditore di biglietti negli Stati Uniti, per $ 265 milioni.
In un articolo del 2009 della Canadian Broadcasting Corporation (CBC), Ticketmaster sosteneva che in Ontario era necessaria una legislazione per proteggere i fan da scalper e broker di biglietti non autorizzati dicendo: "Sappiamo entrambi che esiste un fiorente settore di broker di biglietti... la legge è davvero una finzione... Riteniamo fortemente che la legge debba essere modernizzata per riflettere la realtà del commercio via Internet. Mantenendo un limite di prezzo in atto, si sta solo guidando il business [di rivendita] nell'ombra.” Nello stesso anno, il musicista Bruce Springsteen lamentò di un conflitto di interessi tra Ticketmaster e TicketsNow, dato che i fan venivano indirizzati su TicketsNow una volta che i biglietti per il suo concerto erano esauriti su Ticketmaster.com. Irving Azoff, allora CEO di Ticketmaster, rilasciò scuse ufficiali e annunciò che il link di TicketNow non sarebbe più stato mostrato per i concerti di Springsteen.
Nel settembre 2018, Toronto Star ha riferito che Ticketmaster non stava applicando le regole sui limiti dei biglietti sulla sua piattaforma di rivendita, TradeDesk. Ticketmaster ha negato le accuse, dichiarando che avrebbe esaminato le sue politiche di rivendita su TradeDesk e che "non consente mai agli scalper di biglietti di acquistare i biglietti prima dei fan". Un mese dopo, un gruppo di clienti ha intentato un'azione legale contro Ticketmaster.
Ticketmaster ha lanciato TicketExchange nel Regno Unito nell'agosto 2018. Nel 2013, Ticketmaster ha lanciato senza campagne di presentazione Ticketmaster Plus, la piattaforma di rivendita dell'azienda, riunendo il mercato secondario e il mercato primario su Ticketmaster. Al 2018, Ticketmaster era il mercato n. 2 per la rivendita di biglietti.
A luglio 2019, Ticketmaster ha ricevuto l'attenzione dei media quando è stato svelato che la band Metallica ha lavorato con Live Nation, la società madre di Ticketmaster, per porre i biglietti direttamente sul mercato di rivendita invece di venderli al valore nominale tramite Ticketmaster.

### Violazione dei dati
Nel giugno 2018, Ticketmaster ha comunicato a 40.000 clienti del Regno Unito di aver rilevato un hack causato da un malware contratto da un prodotto di supporto clienti di terze parti. La società ha dichiarato che i clienti che hanno acquistato i biglietti tra febbraio e giugno 2018 potrebbero aver subito una compromissione dei dati.

## Partner
Ticketmaster ha collaborazioni con rivenditori, campionati sportivi professionisti, spettacoli musicali e tournée teatrali a livello internazionale. Ticketmaster ha collaborato con interpreti musicali come Taylor Swift, la Trans-Siberian Orchestra e produzioni teatrali come Hamilton e Harry Potter e la maledizione dell'erede.
Ticketmaster è stato il fornitore di biglietti per la National Hockey League (NHL) e la National Basketball Association (NBA). Nel 2008, Ticketmaster ha stipulato un accordo con la National Football League (NFL) per gestire il proprio mercato di rivendita su NFL TicketExchange.
Nel 2017, Ticketmaster ha annunciato l'apertura della piattaforma TicketExchange per consentire la vendita e la convalida dei biglietti su siti web di terzi, incluso StubHub. Ticketmaster ha anche collaborato con la United States Tennis Association, Tennis Canada e il PGA Tour.